# Flückiger und Ritschard
Die Kriminalkommissare Reto Flückiger, gespielt von Stefan Gubser, und Liz Ritschard, gespielt von Delia Mayer, sind fiktive Personen in den Luzerner Folgen der Krimireihe Tatort. Ab 2011 war das Schweizer Radio und Fernsehen (SRF) für die Folgen verantwortlich. Die erste dieser Folgen entstand noch ohne die Figur Ritschard, ab 2012 gab es jährlich zwei neue Fälle mit Flückiger und Ritschard. Flückiger ermittelte zuvor bereits in drei Folgen des Konstanzer Tatorts als Chef der Seepolizei in Kreuzlingen am Bodensee, bevor er 2011 als Kommissar zur Fachgruppe Delikte Leib und Leben bei der kantonalen und städtischen Polizei in Luzern wechselte.
2018 wurde bekannt, dass das SRF den Luzerner Tatort nach der 17. Folge einstellen und ab 2019 Tatort-Folgen mit Zürich und neuem Team als Hauptschauplatz produzieren will. Im Mai 2019 wurden Anna Pieri Zuercher und Carol Schuler als Ermittler-Duo Isabelle Grandjean und Tessa Ott aus Zürich präsentiert. Die 17. und letzte Folge der Luzerner-Tatort-Serie wurde am 27. Oktober 2019 ausgestrahlt.

## Folgen in Konstanz
In den folgenden Tatort-Filmen spielte die Figur Flückiger bereits eine Rolle:
- 2008: Seenot
- 2010: Der Polizistinnenmörder
- 2011: Der schöne Schein

## Fälle mit Luzern als Hauptermittlungsort
| Fall | Folge | Titel                    | Erstausstrahlung | Drehbuch                           | Regie                | Besonderheiten |
| ---- | ----- | ------------------------ | ---------------- | ---------------------------------- | -------------------- | --- |
| 01   | 806   | Wunschdenken             | 14. Aug. 2011    | Nils-Morten Osburg                 | Markus Imboden       | Für den 17. April 2011 vorgesehene Erstsendung wurde im Februar wegen Qualitätsbedenken des Schweizer Fernsehens verschoben. |
| 02   | 839   | Skalpell                 | 28. Mai 2012     | Urs Bühler                         | Tobias Ineichen      | Erster Auftritt für Liz Ritschard                                                                                            |
| 03   | 840   | Hanglage mit Aussicht    | 26. Aug. 2012    | Felix Benesch                      | Sabine Boss          | |
| 04   | 862   | Schmutziger Donnerstag   | 10. Feb. 2013    | Petra Lüschow                      | Dani Levy            | |
| 05   | 879   | Geburtstagskind          | 18. Aug. 2013    | Moritz Gerber                      | Tobias Ineichen      | |
| 06   | 908   | Zwischen zwei Welten     | 21. Apr. 2014    | Eveline Stähelin, Josy Meier       | Michael Schaerer     | |
| 07   | 915   | Verfolgt                 | 7. Sep. 2014     | Martin Maurer                      | Tobias Ineichen      | |
| 08   | 953   | Schutzlos                | 5. Juli 2015     | Josy Meier, Manuel Flurin Hendry   | Manuel Flurin Hendry | |
| 09   | 954   | Ihr werdet gerichtet     | 6. Sep. 2015     | Urs Bühler                         | Florian Froschmayer  | |
| 10   | 979   | Kleine Prinzen           | 13. Mär. 2016    | Stefan Brunner                     | Markus Welter        | |
| 11   | 993   | Freitod                  | 18. Sep. 2016    | Eveline Stähelin, Josy Meier       | Sabine Boss          | |
| 12   | 1013  | Kriegssplitter           | 5. Mär. 2017     | Stefan Brunner, Lorenz Langenegger | Tobias Ineichen      | |
| 13   | 1028  | Zwei Leben               | 17. Sep. 2017    | Mats Frey, Felix Benesch           | Walter Weber         | |
| 14   | 1063  | Die Musik stirbt zuletzt | 5. Aug. 2018     | Dani Levy                          | Dani Levy            | |
| 15   | 1077  | Friss oder stirb         | 30. Dez. 2018    | Jan Cronauer                       | Andreas Senn         | |
| 16   | 1099  | Ausgezählt               | 16. Juni 2019    | Urs Bühler, Michael Herzig         | Katalin Gödrös       | |
| 17   | 1106  | Der Elefant im Raum      | 27. Oktober 2019 | Felix Benesch, Mats Frey           | Tom Gerber           | Letzte Folge |

## Rezeption
Die Figur des Reto Flückiger beschrieb Matthias Kohlmaier bei Süddeutsche.de als „eine Schweizer Mischung aus Al Pacino und Robert De Niro. Das Gesicht knochenhart und zerfurcht, meist mit dem Ausdruck grimmiger Cowboyhaftigkeit. Dazu spricht er nur das Nötigste, und gelegentlich nicht mal das. Dem Image zuwider läuft es ein wenig, dass er irgendwann mit männlicher Wehleidigkeit (oder: wehleidiger Männlichkeit) im Blick sagt: ‚Mich beschäftigt manchmal, dass ich allein bin, wenn ich mal ins Gras beiße.‘ Vielleicht setzt ihm das Wohnen auf seinem Hausboot ein wenig zu.“
Anlässlich der Bekanntgabe des Produktionsendes für die Luzerner Tatort-Folgen mit Flückiger und Ritschard meinte die Journalistin Claudia Schwartz in der NZZ 2018, dass die Folgen seit Beginn „immer wie ein unlösbarer Problemfall“ erschienen seien. Die Reihe gelte als „behäbig“, was „an holprigen Drehbüchern und verschlafenen Plots“ liege, die Filme hätten den Fokus mehr auf die Vierwaldstättersee-Kulisse gelegt als auf die Kriminalgeschichte. Die nachträgliche Synchronisation der ursprünglich auf Schweizer Dialekt gedrehten Filme ins Hochdeutsche sei stets problematisch gewesen und verantwortlich für die im Vergleich zu anderen Tatort-Folgen häufig schlechten Einschaltquoten.